# 1957 في مصر
فيما يلي قوائم الأحداث التي وقعت خلال عام 1957 في مصر.

## أحداث
- 1 ديسمبر – العلاقات المصرية الألمانية

## أفلام
من الأفلام التي صدرت هذه السنة في مصر:
- 1 يناير – أرض السلام من إخراج كمال الشيخ.
- 1 يناير – أنت حبيبي من إخراج يوسف شاهين.
- 1 يناير – أين عمري من إخراج أحمد ضياء الدين.
- 1 يناير – الجريمة والعقاب من إخراج إبراهيم عمارة.
- 1 يناير – الحب العظيم من إخراج حسن الإمام.
- 1 يناير – الفتوة من إخراج صلاح أبو سيف.
- 1 يناير – إسماعيل يس في الأسطول من إخراج فطين عبد الوهاب.
- 1 يناير – إغراء من إخراج حسن الإمام.
- 1 يناير – تمر حنة من إخراج حسين فوزي.
- 1 يناير – طريق الأمل من إخراج عز الدين ذو الفقار.
- 1 يناير – علموني الحب
- 1 يناير – لا أنام من إخراج صلاح أبو سيف.
- 28 يناير – لواحظ من إخراج حسن الإمام.
- 31 يناير – نساء في حياتي من إخراج فطين عبد الوهاب.
- 25 فبراير – لن أبكي أبدا من إخراج حسن الإمام.
- 11 مارس – الكمساريات الفاتنات من إخراج حسن الصيفي.
- 17 مارس – رحلة غرامية من إخراج محمود ذو الفقار.
- 7 أغسطس – ابن حميدو من إخراج فطين عبد الوهاب.
- 16 سبتمبر – إسماعيل يس في جنينة الحيوانات
- 27 سبتمبر – طاهرة من إخراج فطين عبد الوهاب.
- 29 سبتمبر – وكر الملذات من إخراج حسن الإمام.
- 30 سبتمبر – المجرم من إخراج كمال عطية.
- 7 أكتوبر – الوسادة الخالية من إخراج صلاح أبو سيف.
- 10 نوفمبر – بنات اليوم من إخراج هنري بركات.
- 25 نوفمبر – أنا وقلبي من إخراج محمود ذو الفقار.
- 10 ديسمبر – رد قلبي من إخراج عز الدين ذو الفقار.
- 23 ديسمبر – فتى أحلامي من إخراج حلمي رفلة.

## كتب
من الكتب التي صدرت هذه السنة في مصر:
- 1 يناير – الثلاثية من تأليف نجيب محفوظ.
- 1 يناير – قصر الشوق من تأليف نجيب محفوظ.

## مواليد

### يناير
- 1 يناير – سيد بدرية ممثل مصري.
- 1 يناير – مجدي مهنا صحفي مصري.
- 28 يناير – سميح ساويرس

### فبراير
- 7 فبراير – حاتم زغلول

### مارس
- 15 مارس – شعبان عبد الرحيم مغني مصري.

### مايو
- 26 مايو – علاء الأسواني روائي مصري.

### يونيو
- 1 يونيو – أسامة عسكر الفريق أسامة رشدي عسكر قائد منطقة شرق القناة و مكافحة الإرهاب.
- 12 يونيو – جمال الغندور حكم كرة قدم مصري.

### يوليو
- 20 يوليو – مارك باسيلي يوسف

### سبتمبر
- 25 سبتمبر – سوسن بدر ممثلة مصرية.

### نوفمبر
- 2 نوفمبر – طارق السواح
- 24 نوفمبر – جمال عبد الحميد لاعب كرة قدم مصري.

### ديسمبر
- 30 ديسمبر – مارك أ. غبريال كاتب مصري.

### تاريخ غير معروف
- محمد عيسى داود كاتب ومؤلف مصري من مواليد المنطقة الشرقية.

## وفيات

### مارس
- 1 مارس – سراج منير (مواليد 1904) ممثل مصري.
- 4 مارس – محمد حلمي بهجت (مواليد 1904) سياسي مصري.